# منتخب بولندا لكرة القدم للسيدات
منتخب بولندا الوطني لكرة القدم للسيدات (بالبولندية: Reprezentacja Polski w piłce nożnej kobiet)‏ هو ممثل بولندا الرسمي في المنافسات الدولية في كرة القدم في فئة كرة القدم للسيدات.